# Équipe de république démocratique du Congo féminine de football
Cet article traite de l'équipe féminine. Pour l'équipe masculine, voir Équipe de république démocratique du Congo de football.
Ne doit pas être confondu avec Équipe du Congo féminine de football.
Maillots
L'équipe de république démocratique du Congo féminine de football aussi appelé les léopard du Congo est l'équipe nationale qui représente la république démocratique du Congo dans les compétitions internationales de football féminin. Elle est gérée par la Fédération de république démocratique du Congo de football.
En septembre 2019, elles étaient classées 118e au monde par la FIFA et 15e à la CAF.
La république démocratique du Congo joue son premier match officiel le 17 octobre 1998 à Kaduna contre l'Égypte (victoire 1-4) lors du Championnat d'Afrique de football féminin 1998. Les Congolaises se classent troisièmes du championnat, ce qui reste la meilleure performance de la sélection. Elles ont aussi joué le premier tour du Championnat d'Afrique de football féminin 2006. La sélection n'a jamais participé à une phase finale de Coupe du monde ou des Jeux olympiques.

## Histoire

### 1998-1999
La RD Congo devait faire ses débuts contre la Namibie lors des éliminatoires du Championnat d'Afrique féminin 1998, qui se tenu au Nigéria, mais elle s'est retiré. elles ont fait leurs débuts contre l'Égypte le 17 octobre 1998 à Kaduna, au Nigéria, et ont gagné 4-1. Lors de la deuxième rencontre contre les hôtes, le Nigeria, elles ont perdu par 6-0 et lors du dernier match de la phase de groupes, elles ont fait match nul avec le Maroc 0-0 et se sont qualifiés pour les demi-finales en marquant 7 buts et en encaissant 7. En demi-finale, le Ghana les a battus 4-1 après prolongation, pour disputer le match pour la troisième place où elles ont fait match nul 3 à 3 contre le Cameroun, remportant la 3e place en marquant 3-1 aux tirs au but, mais ne s'est pas qualifié à la Coupe du Monde Féminine 1999, qui se tiendra aux États-Unis.

### 2000-2006
L'équipe n'a pas participé au Championnat d'Afrique 2000. Lors des éliminatoires du Championnat d'Afrique 2002, elles ont affronté l'Angola. Le match aller était une défaite de 1-0 et le retour une victoire de 1-0, mais une défaite de 5 à 4 aux tirs au but, laissant la RDC hors du tournoi et de la Coupe du monde, qui s'est à nouveau déroulée aux États-Unis.
Elles ont disputé les Jeux panafricains de 2003 au Nigéria, toutes les rencontres à Kaduna, contre l'Algérie (4 octobre, gagné 5-2), le Mali (7 octobre, nul 0-0) et l'Afrique du Sud (10 octobre, perdu 4– 0). La RDC a également joué contre le Ghana et perdu 2-0 (26 octobre à Kumasi) et 2-1 (9 novembre à Kinshasa). L'équipe s'est retirée du Championnat d'Afrique féminin 2004 alors qu'elles devait jouer contre le Gabon lors des éliminatoires.
La RDC a affronté la Zambie lors des éliminatoires du Championnat d'Afrique féminin 2006 et a gagné 3-0 et 3-2, avec un score de 6-2 au total et se qualifie pour le tour suivant. Au deuxième tour, elles ont joué contre le Sénégal, gagnant 3-0 au match aller et perdant 2-0 au retour, se qualifiant pour le Championnat d'Afriquefeminin 2006 qui s'est tenu au Nigeria du 28 octobre au 11 novembre 2006. La RDC faisait partie du groupe B avec le Ghana, le Cameroun et le Mali. La rencontre d'ouverture était contre le Cameroun et s'est terminée par un match nul 1 à 1 avec le but de Milandu à la 57e minute. Le deuxième adversaire était le Mali et a perdu 3-2 avec des buts de Zuma et Matufa à la 28 et 85 minutes. Le match de clôture opposait contre le Ghana et s'est soldé par une défaite de 3 à 1 avec le but de Vumongo à la 51e minute. La RDC a de nouveau été éliminé du tournoi et de la Coupe du monde organisée en Chine.

### 2007-2011
Après deux mois, l'équipe a affronté le Cameroun le 22 janvier 2007 et a perdu 3-0. Après cette rencontre, elles ont affronté la Namibie le 17 février et 10 mars. Le 3 et 17 juin, la RD Congo a joué contre le Ghana à Sunyani et Kinshasa, perdant 3-1 et 1-0. Pour le Championnat d'Afrique féminin 2008, qui s'est tenu en Guinée équatoriale du 15 novembre au 29 novembre 2008. Elles ont joué les éliminatoires contre le Congo, perdant 4-1 et faisant un nul de 1-1, laissant un score global de 5-2. Après ces résultats, la RDC ne s'est pas qualifié pour le tournoi.
Le 7 mars 2010 à Gaborone, après 2 ans sans match, la RDC affrontait le Botswana, pour la qualification du Championnat d'Afrique de Football Féminin 2010, les gagnant 2-0 avec les buts de Malembo et Dianteso à la 11 et 17 minutes. Au match retour, le 19 mars 2010, ils ont de nouveau gagné, cette fois par 5-2 avec deux buts de Malembo (20 et 27 minutes), deux de Nzuzi (24 et 28 minutes) et Mafuta à la 88 minutes. Le deuxième tour était contre le Cameroun, et elles ont perdu les deux matches par 2-0 et 3-0, les laissant à nouveau éliminés à la fois du Championnat d'Afrique 2010 et de la Coupe du monde organisée en Allemagne.
La RDC a disputé deux matches contre l'Éthiopie les 15 et 30 janvier 2011, obtenant le premier match 0-0 et perdant le second 3-0. En février de la même année, elles se sont retirés des éliminatoires des Jeux panafricains, où l'équipe devait jouer contre le Gabon.

### 2012 à aujourd'hui
Le 14 et 28 février 2012, l'équipe a affronté l'Ouganda, lors de la qualification du Championnat d'Afrique de football féminin 2012, où elle a fait match nul 1–1 et gagné 4–0. En mai et juin 2012, ils devaient jouer contre la Guinée équatoriale, mais les matches ont été annulés, car la Guinée équatoriale a été sélectionnée comme hôte du tournoi, la RDC a été également qualifié, en vertu d'un "walkover". Deux matchs contre leur prétendu rival, la Guinée équatoriale, ont été disputés les 24 et 26 juin, 4 mois avant le Championnat, s'inclinant tous les deux par 3-0 et 2-1. Un autre match avant la Coupe a été joué, c'était contre le Cameroun et était un nul 0-0. Le tournoi final a eu lieu entre le 28 octobre et le 11 novembre 2012, l'équipe a été placée dans le groupe A, avec les hôtes de la Guinée équatoriale, de l'Afrique du Sud et du Sénégal. Le premier match contre le Sénégal a été remporté 1-0 par un pénality de Nona à la 74e minute. La deuxième rencontre contre la Guinée équatoriale a été perdue 6-0. Elles ont affronté l'Afrique du Sud lors du dernier match du Groupe et s'inclinent 4-1 avec un but de Tuzolana à la 88e minute. De nouveau, la RDC a été éliminé en phase de groupes.
Après un long manquement de compétition, la RD Congo retourne à la concurrence en CAF pour les qualifications des jeux Olympiques d'Été de 2020 à Tokyo. Les précédentes tentatives de qualification pour les jeux Olympiques de 2004, 2008 et 2012 avaient été infructueuses, avec l'équipe la plus courte du parcours en s'arretant seulement au deuxième tour. La RD Congo a ouvert 2020 avec la campagne de qualification avec un match nul 2-2 face à la Tanzanie, alors qualifié pour le deuxième tour avec une victoire de 1-0 au match retour. Leur adversaire du second tour, la Guinée Équatoriale s'est retirée, offre à la RDC le Biais du troisième tour face au Cameroun. Après avoir subi une défaite de 0-2 à la première manche à Yaoundé, la république démocratique du Congo construit un 2-0 à la maison seulement pour voir un but tardif de Ajara Nchout les envoie hors du tournoi avec un 2-3 sur l'ensemble.
Les Congolaises sont obligées de déclarer forfait au premier tour des qualifications à la Coupe d'Afrique des nations féminine de football 2022, n'ayant pu se rendre à Malabo pour le match aller contre la Guinée équatoriale, faute de prise en charge par la Fédération congolaise de football,.

## Palmarès

### Coupe du monde
| - 1991 : n'a pas participé - 1995 : n'a pas participé - 1999 : non qualifiée - 2003 : non qualifiée | - 2007 : non qualifiée - 2011 : non qualifiée - 2015 : n'a pas participé - 2019 : non inscrit |

### Coupe d'Afrique des nations
Le parcours de la RD Congo en Coupe d'Afrique des nations féminine de football est le suivant, :
| - 1991 : n'a pas participé - 1995 : n'a pas participé - 1998 : Troisième - 2000 : s'est retirée - 2002 : non qualifiée - 2004 : s'est retirée - 2006 : Tour préliminaire | - 2008 : non qualifiée - 2010 : non qualifiée - 2012 : Tour préliminaire - 2014 : n'a pas participé - 2016 : s'est retirée - 2018 : non inscrit - 2022 : non qualifiée (forfait au 1er tour des qualifications) - 2024 : Tour préliminaire |

### Jeux olympiques
| - 1996 : n'a pas participé - 2000 : n'a pas participé - 2004 : n'a pas participé - 2008 : n'a pas participé | - 2012 : non qualifiée - 2016 : n'a pas participé - 2020 : non qualifiée |

### Jeux africains
- 2003: Tour préliminaire[18]
- 2007: retrait en qualification[19]
- 2011: retrait en qualification[20]
- 2015: n'a pas participée[21]

| Jeux africains | Jeux africains   | Jeux africains | Jeux africains | Jeux africains | Jeux africains | Jeux africains | Jeux africains |
| Année          | Niveau           | MJ             | V              | N              | D              | BM             | BE             |
| -------------- | ---------------- | -------------- | -------------- | -------------- | -------------- | -------------- | -------------- |
| 2003           | Phase de groupes | 3              | 1              | 1              | 1              | 5              | 6              |
| 2007           | Non qualifiée    | Non qualifiée  | Non qualifiée  | Non qualifiée  | Non qualifiée  | Non qualifiée  | Non qualifiée  |
| 2011           | Non qualifiée    | Non qualifiée  | Non qualifiée  | Non qualifiée  | Non qualifiée  | Non qualifiée  | Non qualifiée  |
| 2015           | Non qualifiée    | Non qualifiée  | Non qualifiée  | Non qualifiée  | Non qualifiée  | Non qualifiée  | Non qualifiée  |
| 2019           | Non qualifiée    | Non qualifiée  | Non qualifiée  | Non qualifiée  | Non qualifiée  | Non qualifiée  | Non qualifiée  |
| Total          | 1/5              | 3              | 1              | 1              | 1              | 5              | 6              |

### Tournoi féminin de l'UNIFFAC
- 2020 : Finaliste

## Équipes

### Effectif actuel
Les joueuses suivantes ont été sélectionnés pour les éliminatoires de la CAN 2024 contre la Guinée équatoriale, respectivement les 1er et 5 décembre 2023.

### Entraîneurs
- 2008 :  Mira Konga[23]
- 2014 :  Michel Ilunga
- Poly Bonganya
- 2019 :  Raphaël Monsi Mudjire
- 2019-2023 :  Marcelo Kadiamba
- nov.-déc. 2023 :  Papy Kimoto[22]